# NGC 4782
NGC 4782 — эллиптическая галактика в созвездии Ворон. Парная с NGC 4783 и взаимодействует с ней. C галактикой ассоциирован радиоисточник 3C 278. В гамма-диапазоне наблюдается «мост» горячего газа, соединяющего галактики.
В галактике вспыхнула сверхновая SN 2015B типа Ia, её пиковая видимая звездная величина составила 15,0.
В галактике вспыхнула сверхновая SN 1956B, её пиковая видимая звездная величина составила 18,6.